# 短趾伸筋
短趾伸筋（たんししんきん、Extensor digitorum brevis muscle）は人間の下肢の筋肉で第2～4趾の伸展を行う。
足根洞の入口の近くの踵骨および下伸筋支帯の1脚から起こり、筋は3本の腱となって第2～4指の指背腱膜で停止する。